# Kentucky Fried Chicken
Kentucky Fried Chicken (KFC; em português:  Frango Frito do Kentucky) é uma rede de restaurantes de fast-food americana, que explora a antiga receita de frango frito do Kentucky, criada pelo Coronel Harland Sanders, fundador do KFC, em 1939, na cidade de Corbin, no estado do Kentucky, nos Estados Unidos. Actualmente, tem a sua sede em Louisville, no estado do Kentucky e pertence à empresa Yum! Brands, da PepsiCo.
A companhia adoptou a forma abreviada do seu nome em 1991 por três razões: para retirar ênfase ao frango (uma vez que pretendia oferecer outros tipos de comida), para afastar as conotações pouco saudáveis da palavra frito e por considerar que um nome mais curto atrairia melhor os jovens. Recentemente, começou a voltar a abraçar o nome Kentucky Fried Chicken, usando ambas as formas nos seus anúncios comerciais. 

## História

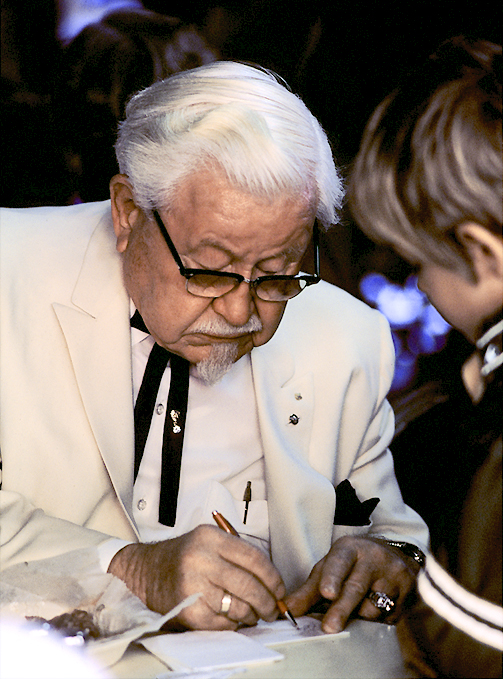
Coronel Sanders

Nascido e criado em Henryville, no estado de Indiana, o coronel Sanders teve várias profissões ao longo da sua vida. Começou por servir o seu frango frito durante a grande depressão, numa bomba de gasolina que possuía, em Corbin, no Kentucky, e, mais tarde, num restaurante e motel, rebatizado Harland Sanders Restaurant, que comprou do lado oposto da rua.
Normalmente, o restaurante servia viajantes, que se dirigiam sobretudo para a Flórida. Por essa razão, quando a estrada planeada nos anos 1950, que se viria a tornar a interestadual 75, contornou Corbin, o coronel Sanders vendeu a bomba e o restaurante, viajando em seguida pelo país, tentando vender o seu frango a donos de restaurantes em troca de um níquel (cinco centavos de dólar) por cada venda.
O primeiro a aceitar a sua oferta foi Peter Harmon, em Salt Lake City, no estado do Utah, no ano de 1952. Neste ano, juntos, abriram a primeira franquia nomeada "Kentucky Fried Chicken".
O coronel Sanders vendeu a rede completa do KFC em 1964 por 2 milhões de dólares (que correspondem a 20,6 milhões de dólares em 2025) e, desde então, a marca foi vendida mais três vezes, sendo a mais recente à PepsiCo, que em 1997 deu origem a uma nova empresa filiada especializada em restaurantes, hoje chamada Yum! Brands.

## Menu

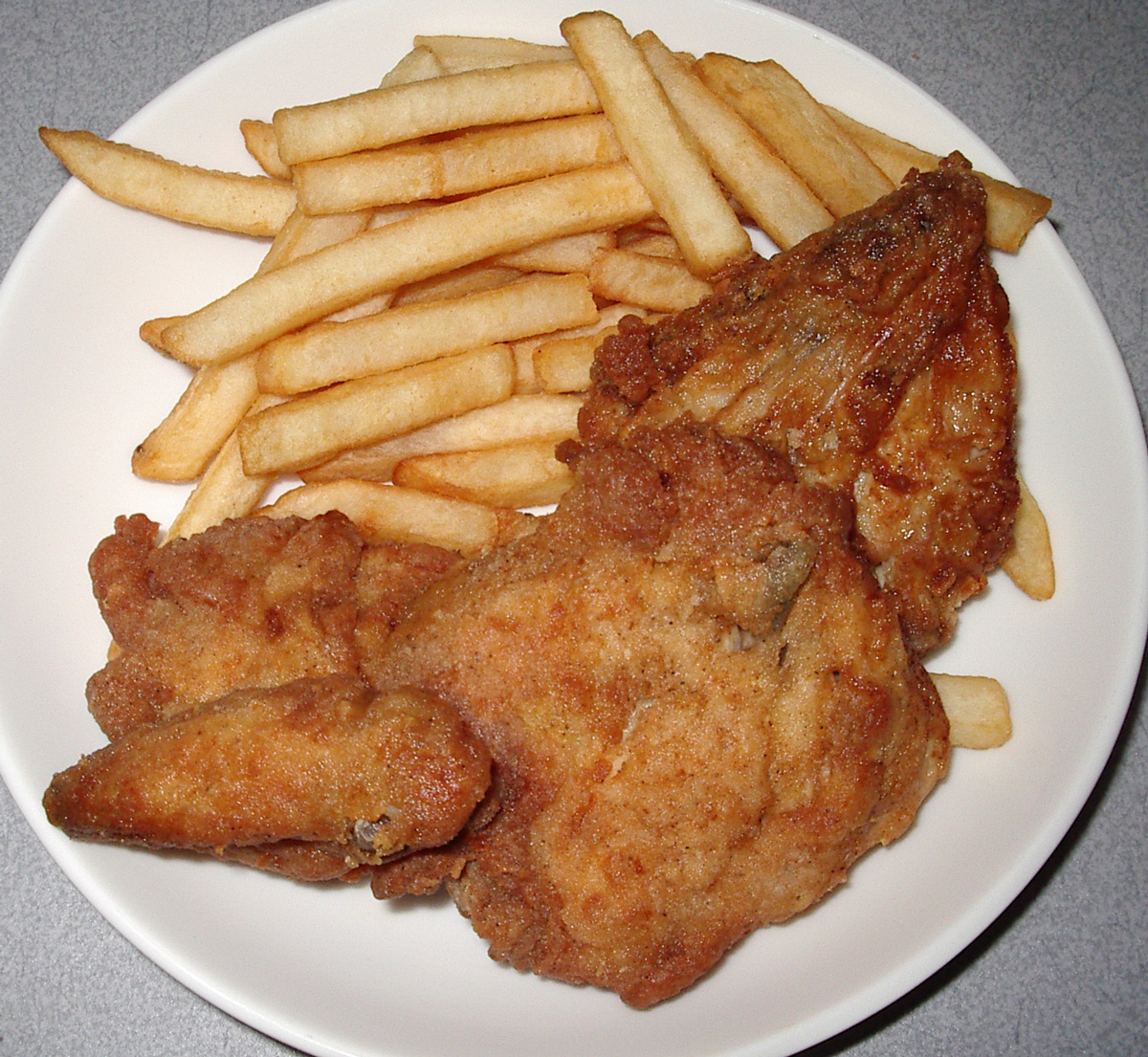
O frango frito do KFC.

Para além de frango frito, muitos restaurantes da KFC servem acompanhamentos como salada coleslaw, diversos tipos de batatas, bolos e maçarocas de milho. Também oferecem outras iguarias como frango com pipocas, tartes, tiras de frango, hambúrgueres, asas de frango picantes, sanduíches e sobremesas - embora nem tudo esteja disponível em todos os restaurantes.[carece de fontes?]
Alguns elementos dos menus são inovações de lojas regionais. Em Singapura, por exemplo, foi introduzido o Colonel Burger, em 1977, o frango picante e estaladiço, em 1990, e o Zinger burger, em 1993.[carece de fontes?]
Em 2007, a rede anunciou a criação do "Fish Snacker", um pedaço de peixe rectangular, servido num pão pequeno.

### Receita secreta
A receita secreta do coronel à base de 11 ervas e especiarias é comercializada como um dos mais bem guardados segredos. A receita original manuscrita está alegadamente trancada numa caverna em Louisville, no Kentucky, com cópias parciais de segurança noutros locais. A companhia afirma que os fornecedores dos temperos só fornecem uma parte da receita, ignorando a identidade uns dos outros. Afirma ainda que nem sequer o presidente da empresa conhece a lista de ingredientes, sendo as poucas pessoas que a conhecem obrigadas a um acordo estrito de confidencialidade. O mito do "ingrediente secreto" é uma das pedras basilares da marca.[carece de fontes?]

## Presença mundial

### Brasil
O KFC, por meio da PepsiCo, já havia entrado no Brasil durante a década de 60, com diversos pontos em São Paulo e Rio de Janeiro.[carece de fontes?] Apesar do relativo sucesso, a rede fechou seus pontos-de-venda no final da década.[carece de fontes?] Ainda nas décadas de 70 e 90 (1993–1998) retornaram ao país, mas não obtiveram sucesso.
Em meados dos anos 2000, a rede voltou ao país e, atualmente, conta com 230 lojas.

### Portugal
A rede é gerida pelo grupo Ibersol em Portugal desde 1996. Em 2020, contava com 30 restaurantes.

## Anúncios comerciais
Os primeiros anúncios do KFC mostravam regularmente o coronel Sanders lambendo os seus dedos e falando com o público sobre a sua receita secreta e sobre a importância das famílias se reunirem para a refeição. Apesar da morte do coronel em 1980, este tipo de anúncio permaneceu comum durante os anos 80 e até meados dos anos 1990. Com o uso de tecnologia combinando gravações antigas, em 2017 a rede lançou novos anúncios com o coronel Sanders.
Em 2006, a KFC afirmou ter feito o primeiro logotipo visível do espaço (apesar da Readymix já possuir um desde 1965). A KFC diz que a ação marcou o início de uma campanha maciça de alteração da marca, que incluiria 14000 restaurantes em mais de 80 países nos anos seguintes. O logotipo foi feito a partir de 65000 azulejos e demorou 6 dias a ser construído no deserto de Mojave, perto de Rachel, no estado do Nevada.